# Erax varians
Erax varians là một loài ruồi trong họ Asilidae. Erax varians được Meigen miêu tả năm 1830.